# روني ر. براون
روني ر. براون هي كاتِبة وشاعرة كندية، ولدت في 8 نوفمبر 1946.